# Mezzolombardo
Mezzolombardo je město v Itálii v provincii Trento. Spolu s městy Mezzocorona a San Michele all'Adige patří mezi střediska vinařské oblasti Piana Rotaliana. Nachází se u vstupu do údolí Val di Non a je tak důležitým dopravním bodem na cestě do významných rekreačních středisek italských Východních Alp.
Západní hranici tvoří stěny masivu Paganella, na východě město ohraničuje tok řeky Noce. Na severu hraničí s oblastí chráněného biotopu La Rocchetta, na jihu se ocitá na okraji rezervace La Rupe. Historická část města se nachází na svahu přiléhajícím k masivu Paganella, novější a průmyslové části na rovině Piana Rotaliana.
Nejvyšší bod administrativního celku Mezzolombardo je v Doss della Taia na Monte Fausior ve výšce cca 1357 m, zatímco nejnižší je na nejjižnějším konci na břehu Noce ve výšce 204 m. Nadmořská výška centra města je 226 m n. m.

## Historie
Místo na soutoku řek u spojení dvou výrazných údolí bylo obýváno již v pravěku. Z četných nálezů jsou nejznámější 6 000 let staré kosterní pozůstatky zvané Nonna di Mezzocorona – babička z Mezzocorony. V římských dobách vzrostl význam oblasti díky těsné blízkosti cesty Via Claudia Augusta. Nálezy z doby starověkého Říma se omezují na mince a spony. Postavení obyvatel v rámci Římské říše popisuje Tabula Clesiana, bronzová deska nalezená v roce 1869 v Cles. V raném středověku se Piana Rotaliana stala svědkem mnoha střetů, stabilnější vlastnictví nastalo až ve 12. století, kdy se oblast stala součástí Tyrolska.
Do poloviny 19. století po výtoku ze soutěsky La Rocchetta obtékala řeka Noce úpatí Monte Mezzocorona a ústila po nejkratší cestě do Adiže. Rovina Piana Rotaliana byla močálovitým místem a osady se vyvíjely na suťových svazích úpatí horských masivů. V případě Mezzolmbarda to byl svah ze suťových slepenců při hoře Monte Fausior. Na tento svah nanášela své sedimenty říčka Rio di Fai della Paganella a vzniklý náplavový kužel představoval vyvýšené místo na svahu. Navíc říčka poskytovala čistou vodu. Proto právě toto místo se stalo základním bodem, odkud se odvíjel vznik osady. Místo přestavovalo zároveň i kontrolní bod nad vstupem do Val di Non, a tak se od roku 1426 stává významným zdrojem příjmů i vykonávání celního práva. Základním zdrojem obživy bylo pěstování obilnin, vína a pastva. Industrializace přišla do obce až s rozvojem pěstování moruší. V roce 1832 byla uvedena do provozu parní přádelna a nastalo prosperující období, které ukončila až Pébrineova choroba moruší koncem 19. století.

V roce 1824 byl v Mezzolombardu zřízen okresní soud, v důsledku čehož se město začalo rozvíjet ve správní centrum v rovině Rotaliana.

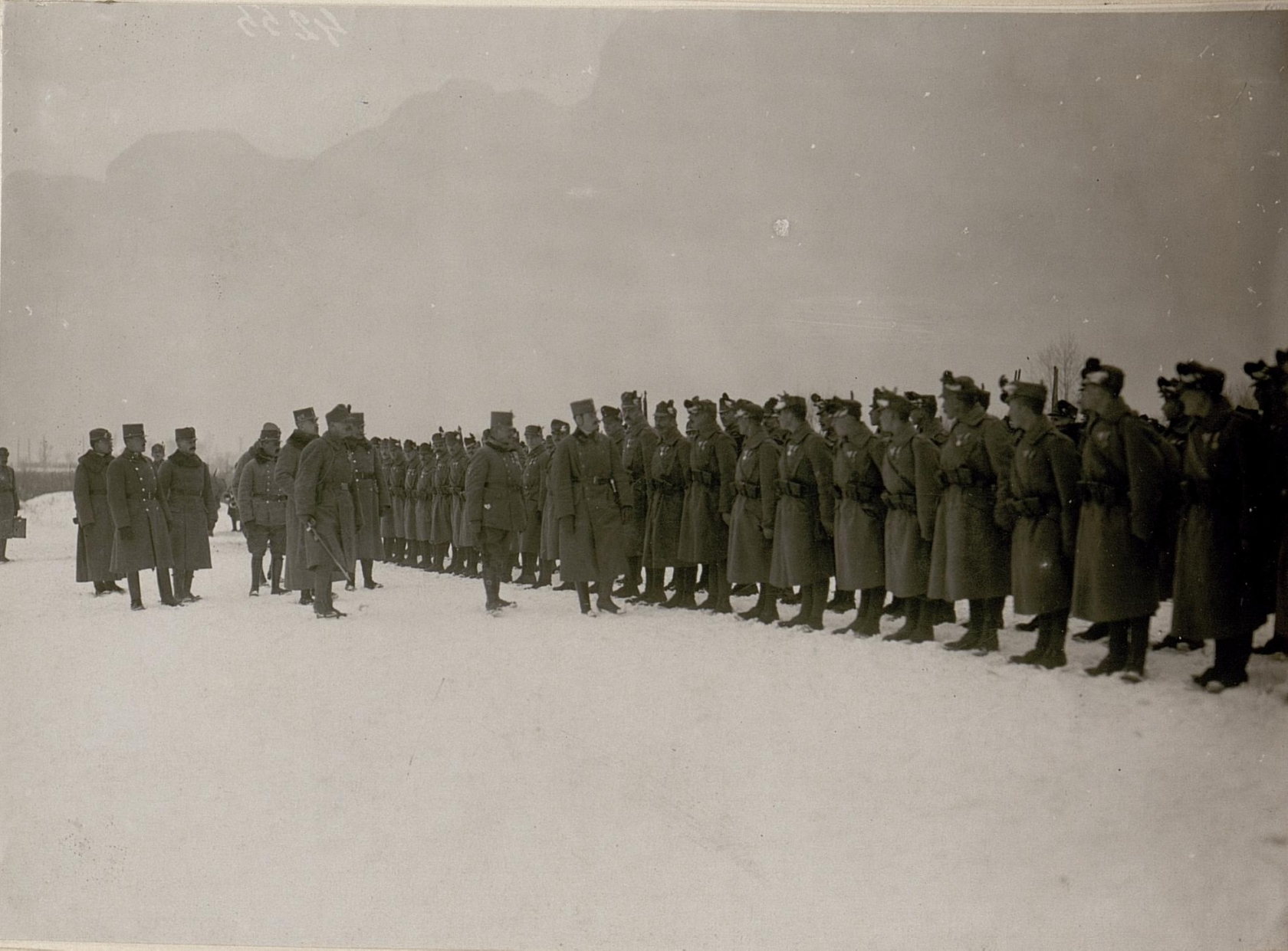
Inspekce rakouské armády v roce 1918
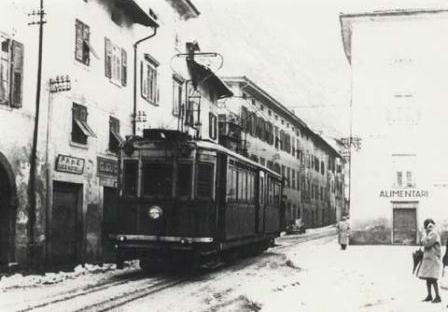
Tramvaj v ulicích Mezzolombardo
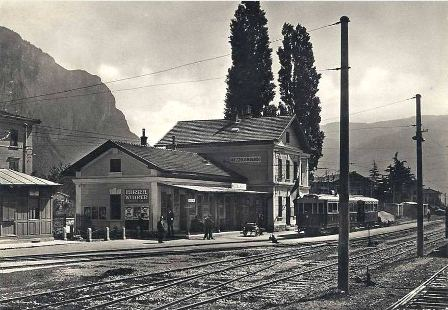
Tramvajová stanice Mezzolombardo
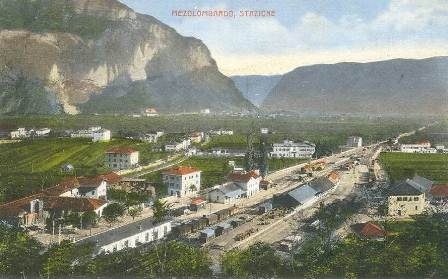
Pohlednice ze 30. let 20. století

V letech 1849-1852 bylo koryto Noce ze soutěsky La Rocchetta odvedeno směrem k jihu, kde ústilo do řeky Adiže o sedm kilometrů níže. Řeka Noce vytvořila fyzickou i administrativní hranici a v Piana Rotaliana se mezi Adiží a Noce začaly stavět vinice. Po zrušení výroby hedvábí se do oblasti vrátila vinná réva, které se stala hlavním zdrojem prosperity až do současnosti. V roce 1909 byla uvedena do provozu tramvajová trať Trentino – Malé, jejíž koleje procházely městem. Trať představovala přínos pro pohyb pracovních sil. Po první světové válce se město stalo součástí Italského království.

## Současnost

### Podnebí
Piana Rotaliana patří mezi nejslunečnější místa ve Východních Alpách. V průměru je ročně více než 300 dní slunečných. V Mezzolombardu však slunce zapadá za masiv Paganellla po 17. hodině v létě a v zimě již po 13. hodině. Studený vítr z Val di Non proudí většinou slabě. Četnost bouřek a letních lijáků je menší než v horních oblastech Adiže. Třetina ročních srážek spadne na podzim, nejméně v zimě.

### Doprava
Tramvajová trať z roku 1909 byla v roce 1964 rekonstruována do podoby železniční cesty při zachování původního rozchodu 1000 mm. S rozvojem turistických středisek Andalo, Madonna di Campiglio, Tonale a Ponte di Legno prudce narostly nároky na silniční dopravu do Val di Non. Problém vyřešil dvoužilový tunel, který umožňuje objezd města. S délkou 3660 m patří mezi nejdelší tunely Trentina.

### Obyvatelstvo
Podle sčítání lidu roku 2011 jsou 87,5 % obyvatel Italové, 9,1 % pochází z jiných evropských zemí, 3,4 % z mimoevropských zemí. Většina obyvatel mluví smíšeným dialektem s benátskými a lombardskými vlivy. Úředním jazykem je italština.

### Ekonomika
Polovina obyvatel odjíždí za prací mimo město. Základním zdrojem pracovních míst je pěstování a výroba vína odrůdy Teroldego. Mezzolombardo je sídlem vinařství Cantina Rotaliana.

## Galerie

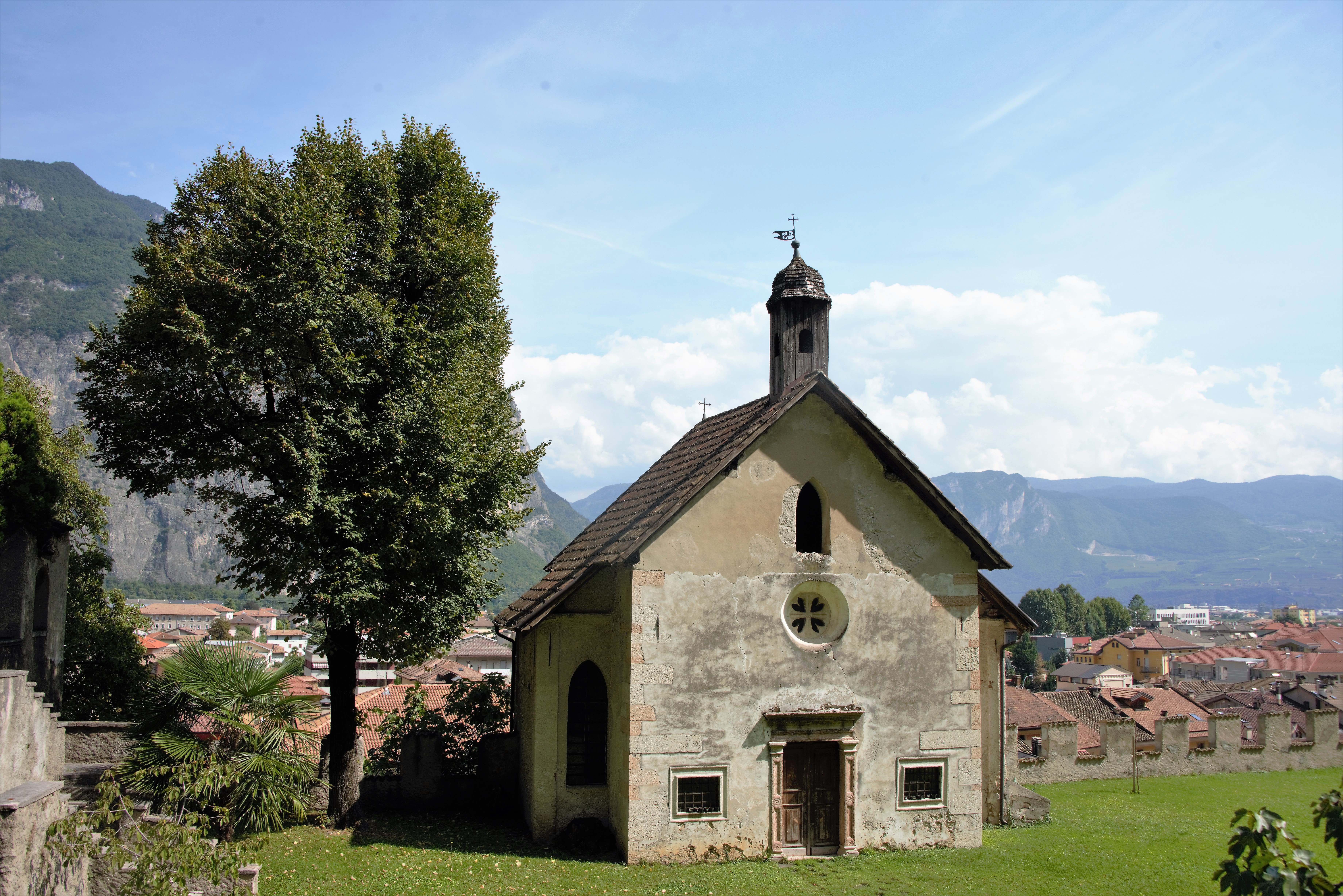
Kaple svaté Apollonie
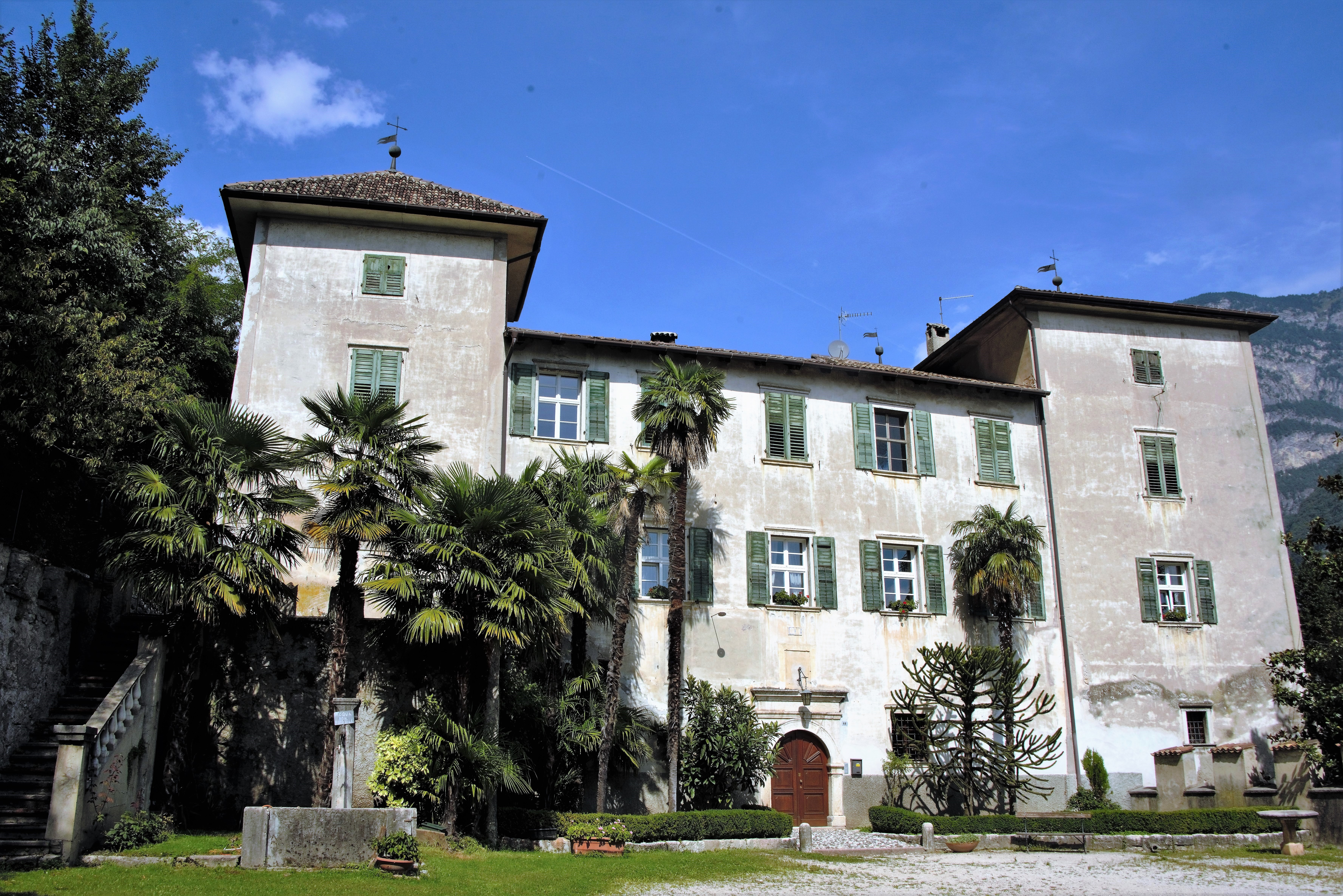
Hrad Castello della Tore
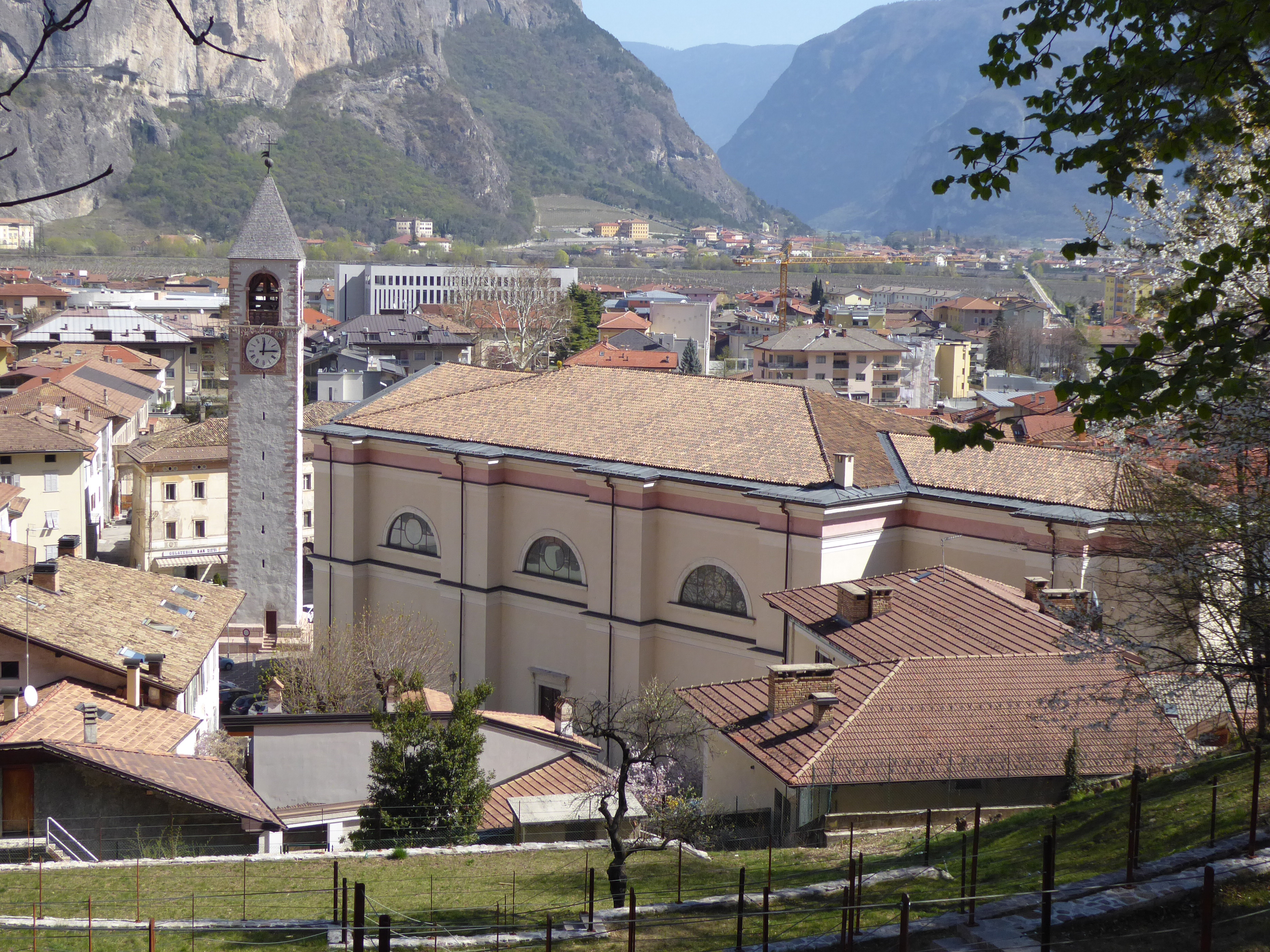
Kostel narození Jana Křtitele
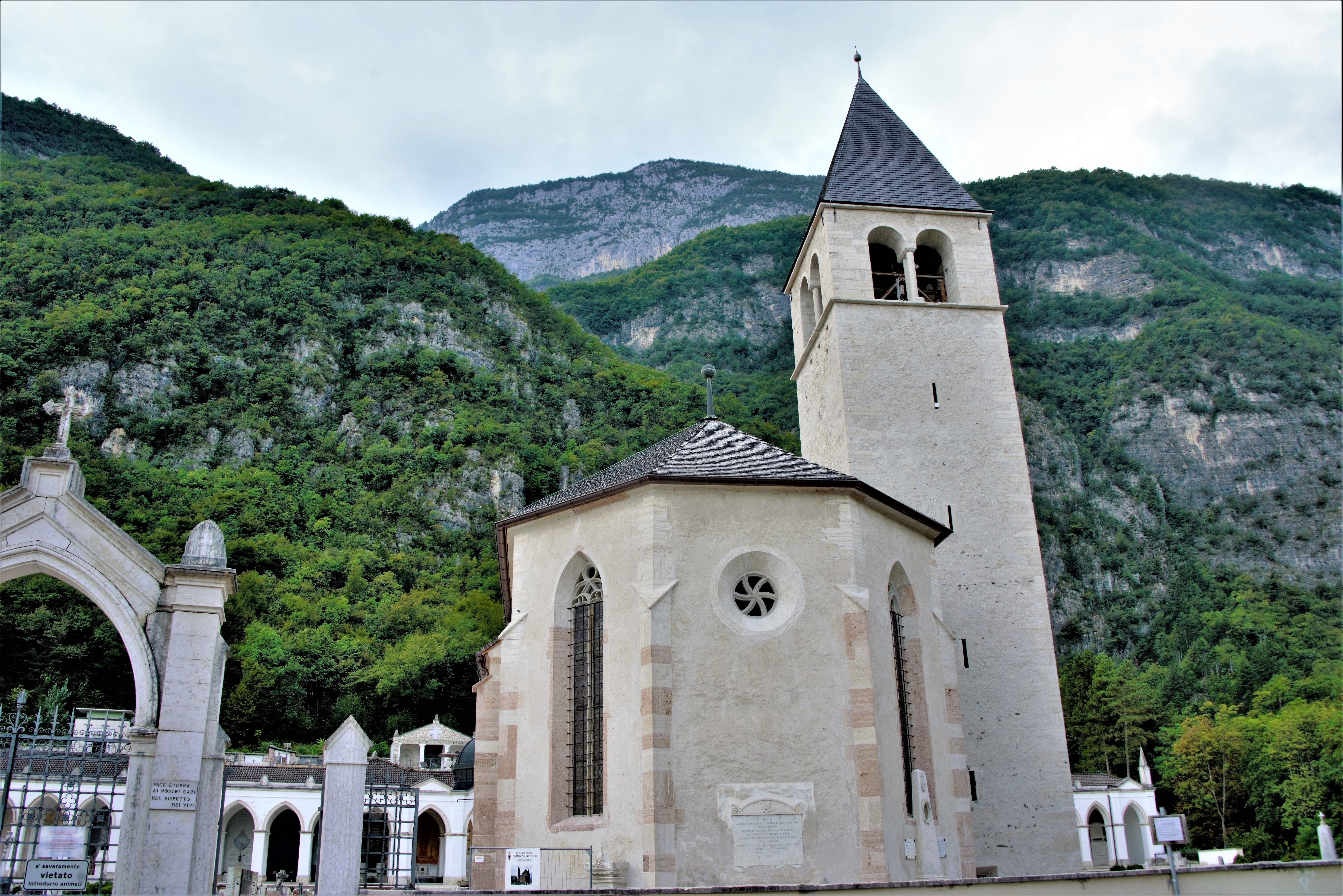
Kostel svatého Petra se hřbitovem
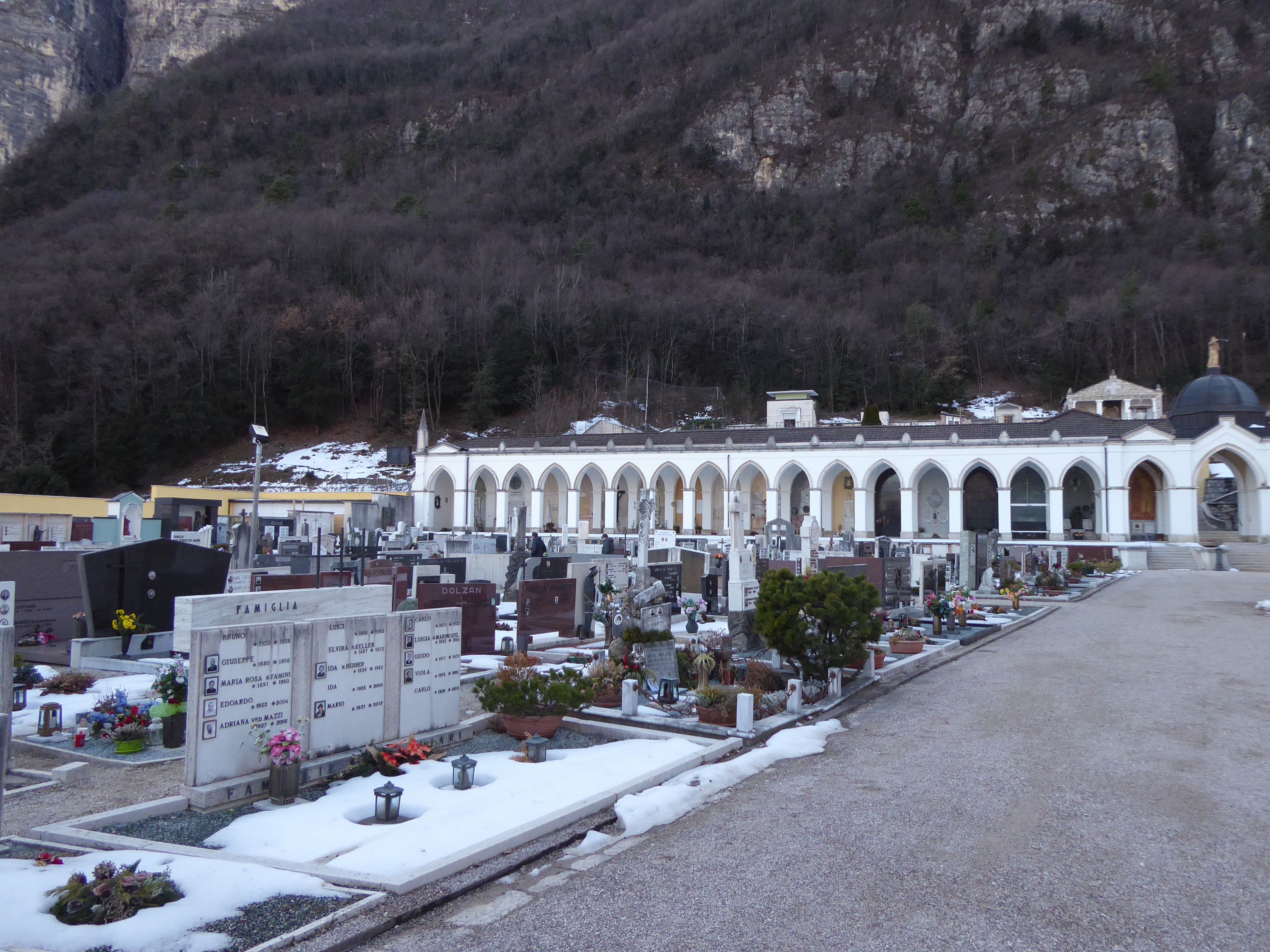
Hlavní hřbitov
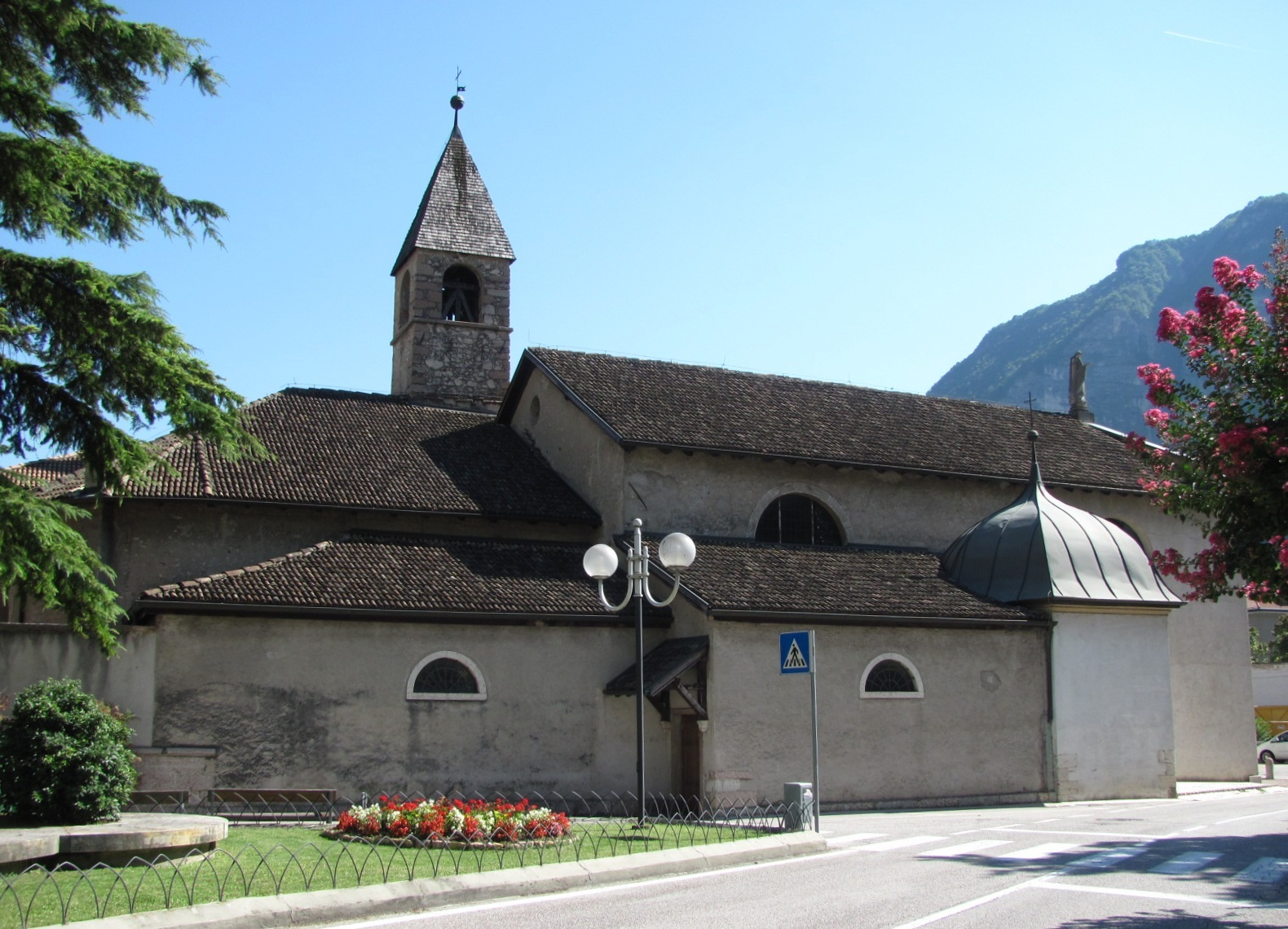
Kostel Neposkvrněného početí
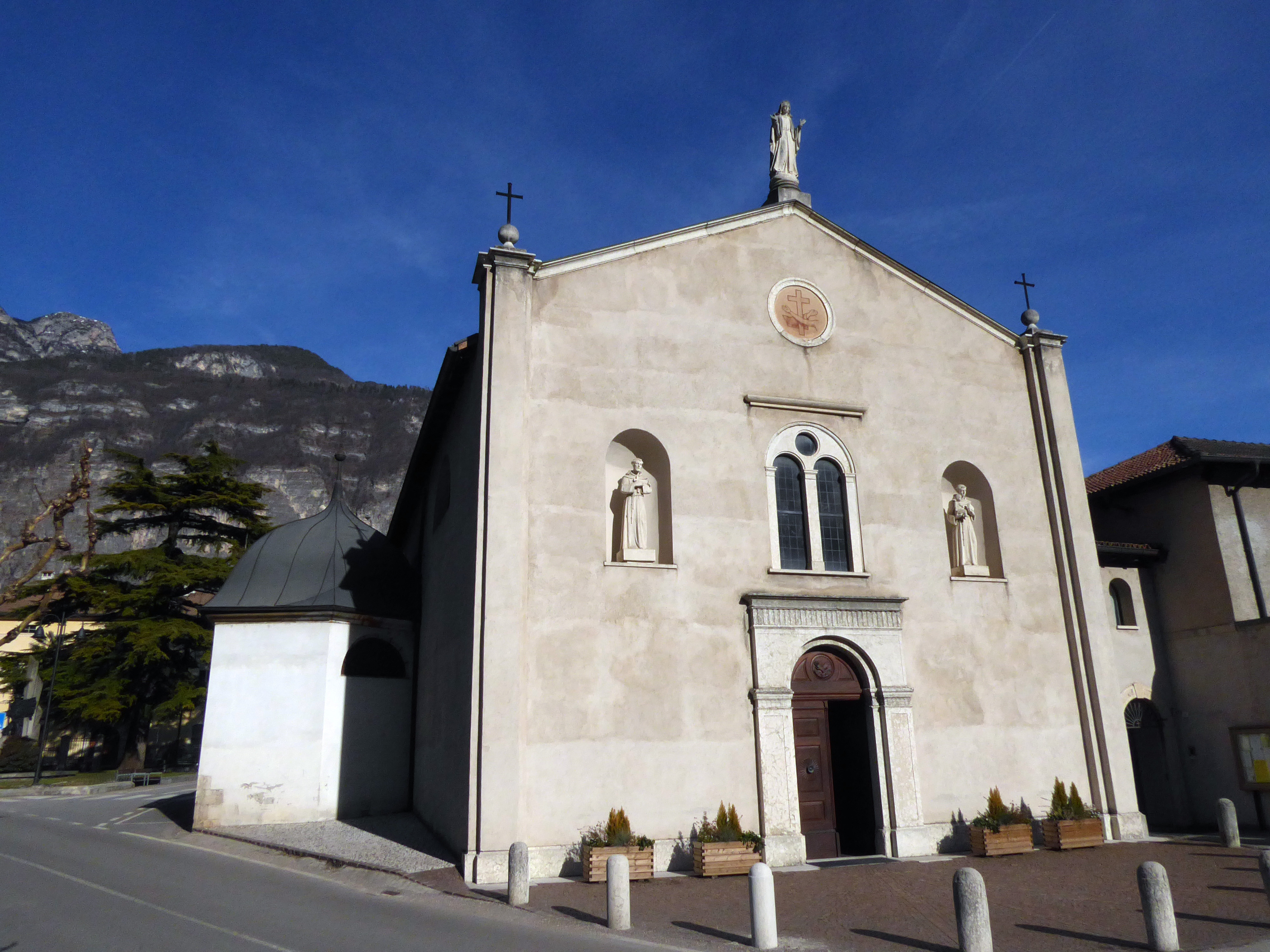
Průčelí kostela Neposkvrněného početí
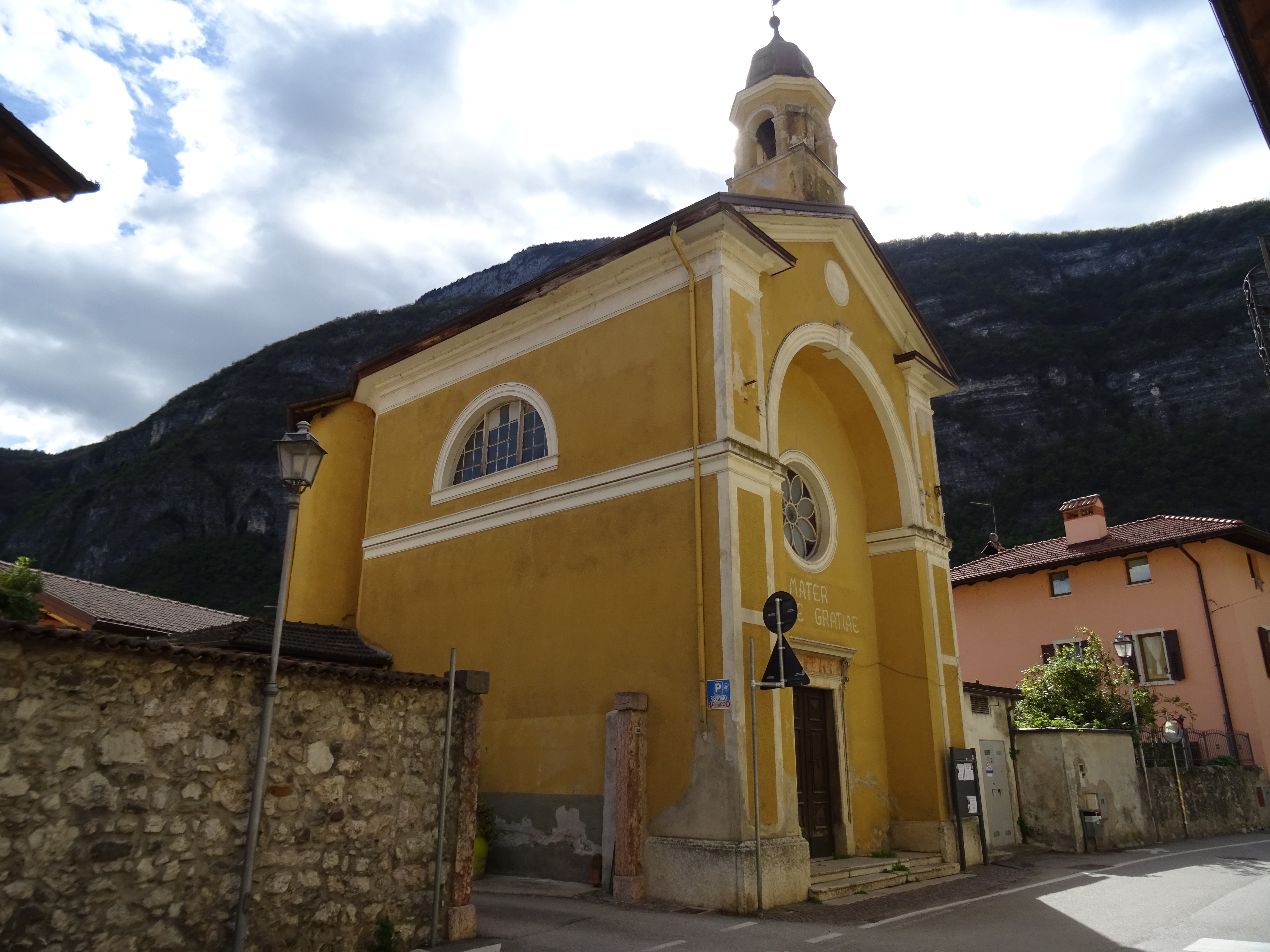
Kaple Panny Marie Pomocné
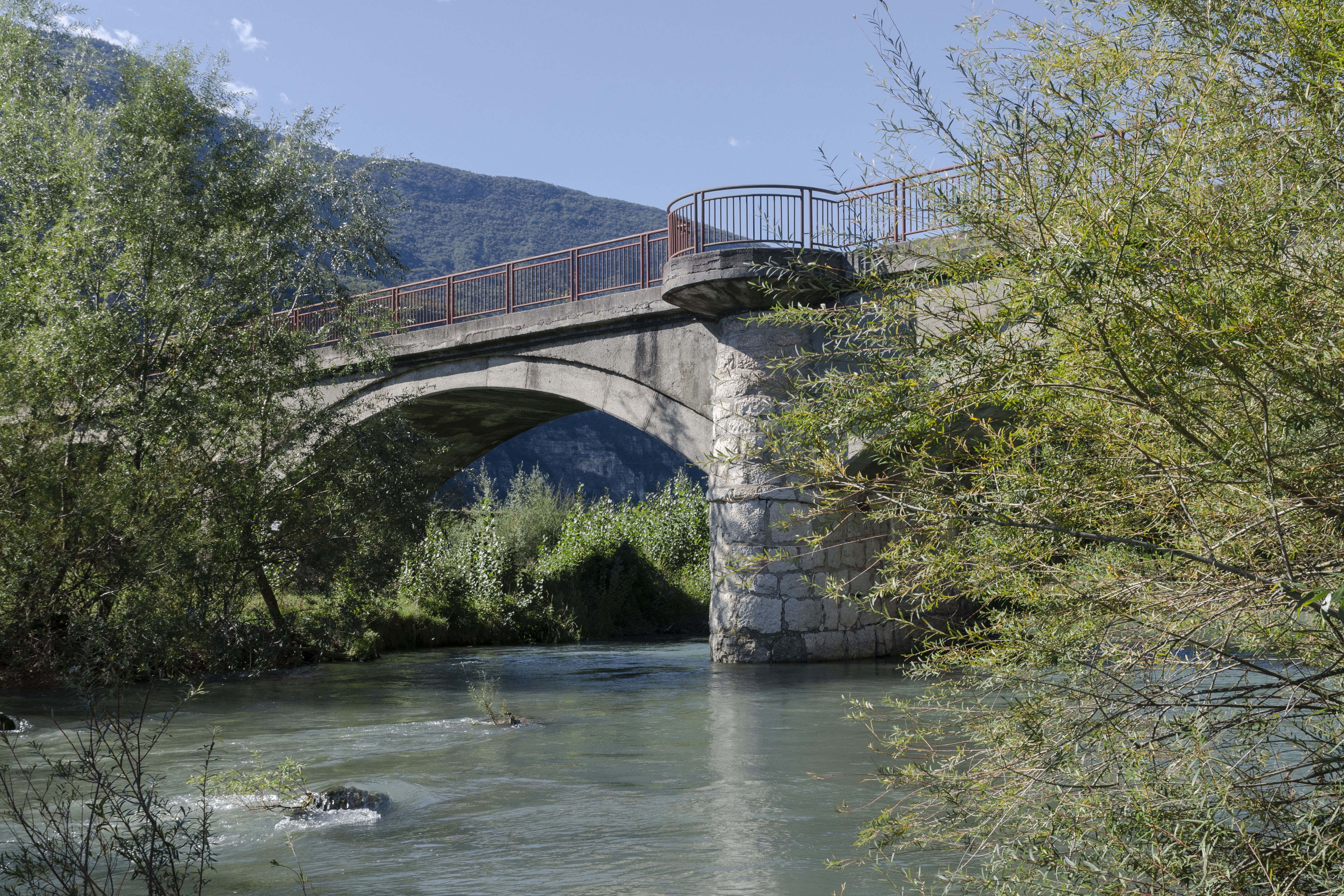
Vtok Noce do Piana Rotaliana
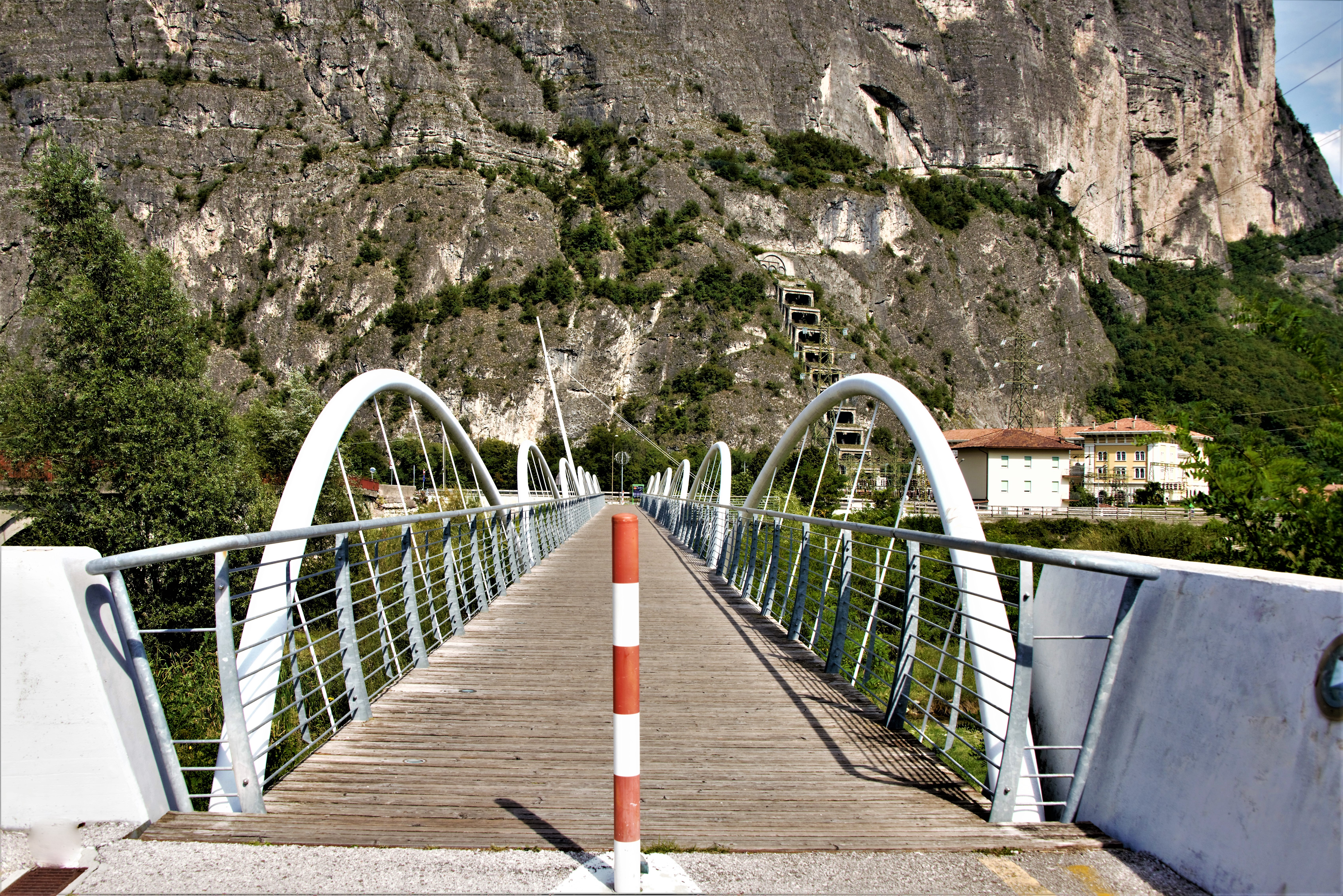
Lávka z města k elektrárně Mezzocorona
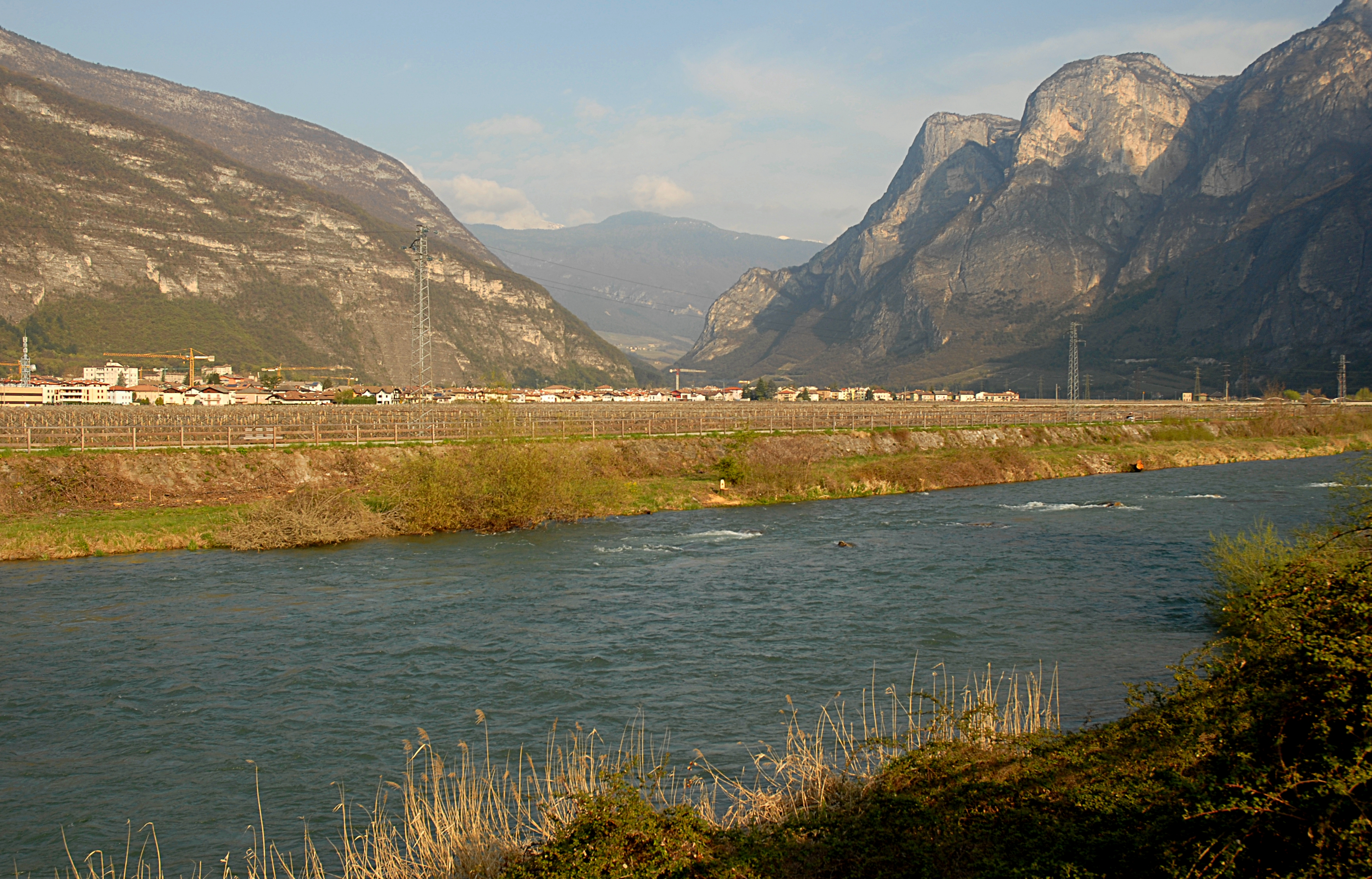
Pohled k městu i do Val di Non přes Noce
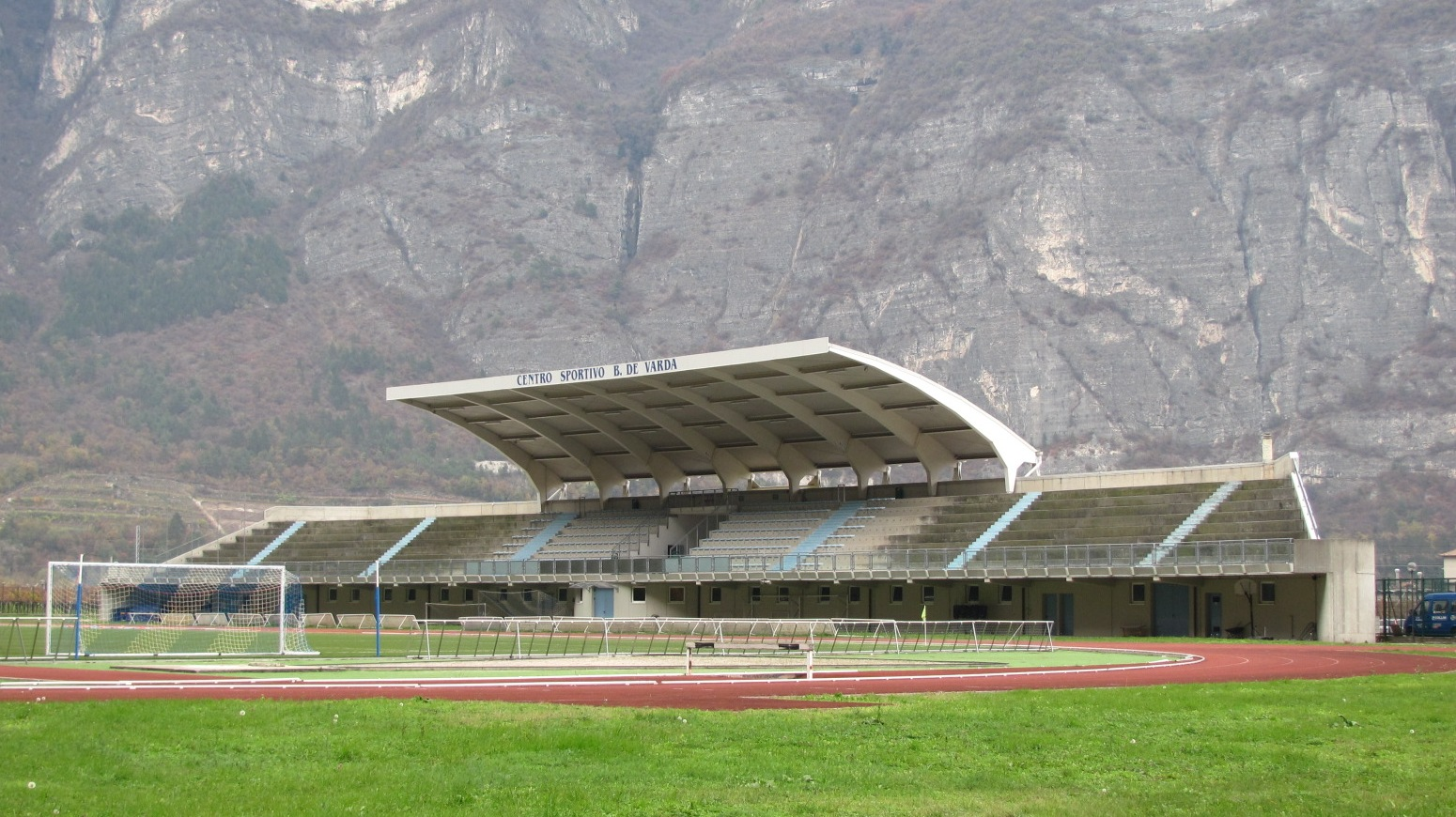
Centro Sportivo Bruno de Varda